# 符珍
符珍（？—1909年），瓜尔佳氏，清朝官员。
初名瑞煜，清太宗额驸辉塞之后。袭封一等雄勇公。同治五年（1866年），指配咸丰帝长女荣安固伦公主:109，指配后改名符珍。授散秩大臣。同治十一年二月擢汉军副都统。十二年八月十八日:110，与荣安固伦公主完婚。婚后一年，公主即逝世。
光绪六年九月署护军统领，十年十月累迁御前大臣，十六年二月授都统，十八年闰六月授内大臣，二十年正月赐用紫缰，二十六年八月奉命留京办理旗务。宣统元年（1909年）十二月，去世。